# Pedro da Fonseca (Philosoph)

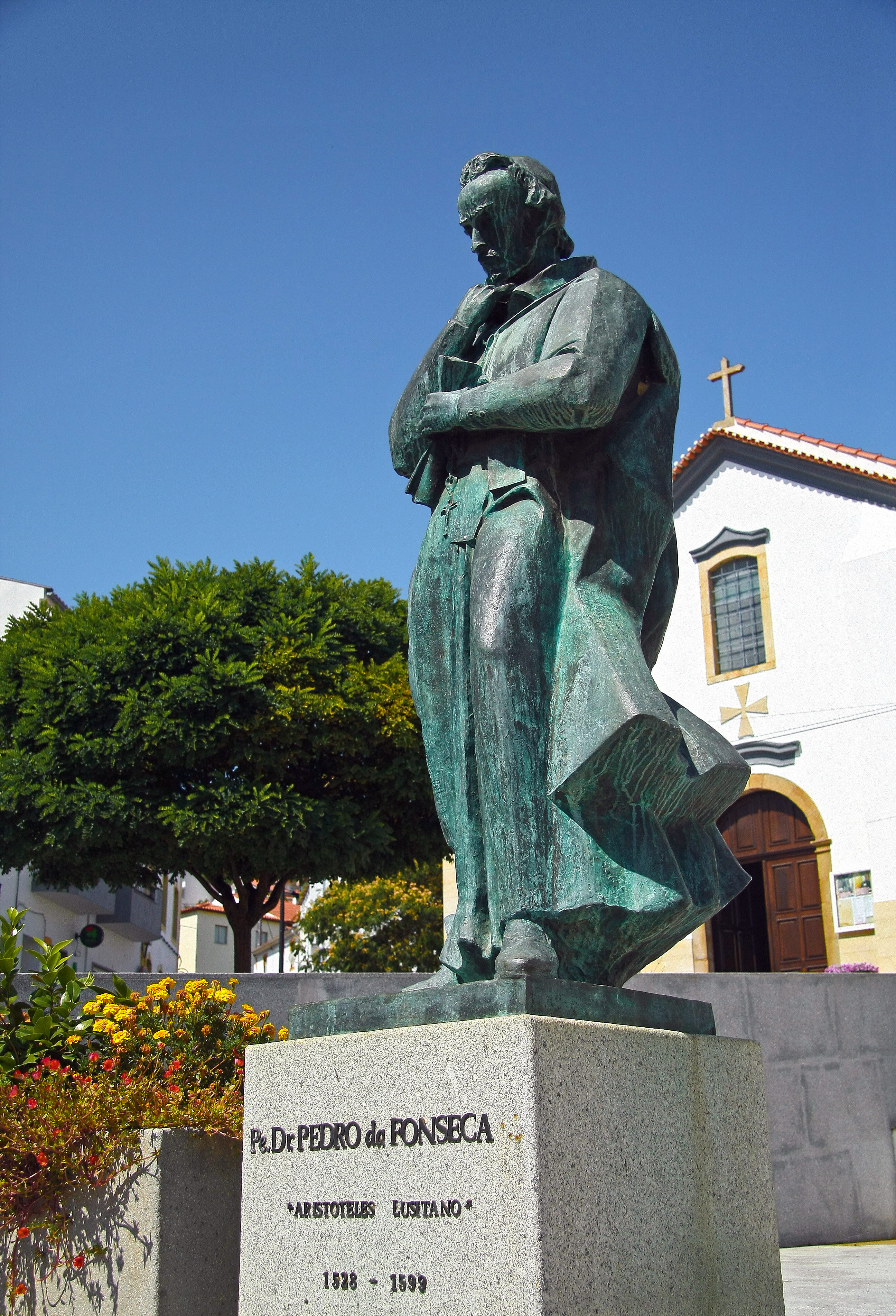
Denkmal für Pedro da Fonseca in Proença-a-Nova

Pedro da Fonseca (* 1528 in Cortiçada, Portugal; † 4. November 1599 in Lissabon) war ein portugiesischer Philosoph, Jesuit und römisch-katholischer Theologe.

## Leben
Der Geburtsort liegt etwa 90 km von Coimbra, wo die erste portugiesische Universität des Königs bestand. Fonseca trat nach ersten Studien ab 1547 im Jahr 1548 in Coimbra in das Jesuitenkolleg ein und belegte die jesuitischen Kurse, studierte seit 1551 weiter an der Universität Évora und wurde dort bald Professor, der neben Philosophie auch Mathematik und Moraltheologie lehrte; 1555 übernahm er Kurse in Coimbra und erhielt im Folgejahr den M.A. 1570 erwarb er in Évora den Doctor theologiae. Wegen seiner scholastischen Virtuosität erhielt er den Namen eines „portugiesischen Aristoteles“. Von 1567 bis 1569 war er Rektor in Coimbra, 1573 bis 1582 lebte er in Rom und wurde Assistent für Portugal des Ordensgenerals Claudio Acquaviva. In Portugal wurde er 1582 Oberer des Professhauses in Lissabon bei der Igreja de São Roque (Lissabon), bevor er 1589 zum einflussreichen Visitator der Ordensprovinz ernannt wurde, was bei Personalentscheidungen zu Konflikten mit dem Provinzial João Correia führte. Mit irischen Exilanten gründete er 1590 noch das Irische Kolleg in Lissabon, das bis 1834 bestand, ferner Waisenhäuser und ein Bußhaus. Eine Ernennung zum Bischof von Japan lehnte er 1587 ab und zwang darauf Luis de Cerqueira zur Übernahme. Auch war er Mitglied der von König Philipp II. zur Reform Portugals eingesetzten Kommission (Mesa da Reformação).
Die philosophische Aristoteles-Schule der Conimbricenses wurde von ihm gefördert, er selbst arbeitete mit an der Erstellung eines für den Orden wegweisenden Philosophiekurses von Coimbra (Cursus Conimbricensis). Fonseca schrieb u. a. Institutiones dialecticae (Lissabon 1564) und einen Kommentar über die Metaphysik des Aristoteles (Rom 1577), ferner die Isagoge Philosophica (Lissabon 1591). Die Werke wurden in ganz Europa durch den Orden genutzt. Sein Hauptkontrahent im Orden war Luis de Molina, den er im Molinismusstreit über den Widerspruch zwischen göttlicher Allwissenheit und dem freien Willen des Menschen unterstützte, indem beide eine ähnliche Position zum göttlichen Wissen (scientia media) in Coimbra während der 1570er Jahre entwickelt hatten und gegen die thomistischen Dominikaner vertraten. Die eifersüchtigen Differenzen lagen aber in der Darstellungsweise und Disziplin, weshalb Molina Portugal verließ.